# El Sauce
För andra betydelser, se El Sauce (olika betydelser).
El Sauce är en kommun (municipio) i Nicaragua med 30 785 invånare. Den ligger i den västra delen av landet, i norra delen av departementet León. El Sauce är Nicaraguas mest betydelsefulla pilgrimsort och i januari vallfärdar människor dit för att besöka den svarta Jesusstatyn El Señor de Esquipulas.

## Geografi
El Sauce gränsar till kommunerna Achuapa och Estelí i norr, San Nicolás, Santa Rosa del Peñón och El Jicaral i öster, Larreynaga i söder, samt Villanueva i väster.

## Historia
El Sauce grundades 1723.

## Religion
El Sauce är Nicaraguas viktigaste pilgrimsort. Den tredje söndagen i januari vallfärdar många människor till staden för att besöka El Señor de los Milagros de Esquipulas, som är en svart altarstaty av Jesus i kyrkan.

## Kända personer från El Sauce
- Germán Sequeira (1884-1951), politiker[5]
- Concepción Palacios Herrera (1893-1981), läkare[6]

## Bilder från El Sauce
|  |  |
|  |  |
|  |  |